# Antonis Remos
Antonis Remos (грец. Αντώνης Ρέμος)  — перший студійний альбом грецького співака  Антоніса Ремоса, який вийшов в 1996 році. Альбом протягом декількох місяців після надходження у продаж отримав   золотий статус  і менш ніж за один рік  платиновий. Пісні «To kerma» (грец. Το κέρμα), «Min aporis» (грец. Μην απορείς), «Ti imouna gia sena» (грец. Τι ήμουνα για σένα) виділялися з першого прослуховування і відразу ж стали хітами.

## Список композицій
| Усі видання | Усі видання                                     | Усі видання         | Усі видання          | Усі видання |
| #           | Назва                                           | Автор слів          | Автор музики         | Тривалість  |
| ----------- | ----------------------------------------------- | ------------------- | -------------------- | ----------- |
| 1.          | «Gia na tin kerdisis» (Για Να Την Κερδίσει)     | Фівос               | Фівос                | 2:29        |
| 2.          | «Ti imouna gia sena» (Τι ήμουνα για σένα)       | Фівос               | Фівос                | 3:06        |
| 3.          | «To kerma» (Το κέρμα)                           | Фівос               | Фівос                | 3:54        |
| 4.          | «An xanarthis» (Αν Ξανάρθεις)                   | Нікос Мосхос        | Нікос Мосхос         | 3:08        |
| 5.          | «Emis» (Εμείς / в дуеті з Mando)                | Фівос               | Фівос                | 3:35        |
| 6.          | «Min aporis» (Μην Απορείς)                      | Вула Гіка           | Дімітріс Пападопулос | 4:15        |
| 7.          | «Ta metaxota sou heria» (Τα Μεταξωτά Σου Χέρια) | Фівос               | Фівос                | 3:12        |
| 8.          | «Ta kambanaria» (Τα Καμπαναριά)                 | Фаніс Кавадос       | Нікос Мосхос         | 2:57        |
| 9.          | «Stimeno pehnidi» (Στημένο Παιχνίδι)            | Дімітріс Брухос     | Панайотіс Алексіу    | 3:26        |
| 10.         | «Evala simadi» (Έβαλα Σημάδι)                   | Марія Ціма          | Панос Спіратос       | 3:02        |
| 11.         | «I ores tis agripnies» (Οι Ώρες Της Αγρυπνίας)  | Йоргас Анастасіадіс | Дімітріс Пападопулос | 4;05        |
| 37:14       |                                                 |                     |                      |             |